# Storebro Bruks
Der Werftbetrieb der Storebro Bruks AB im schwedischen Storebro wurde ursprünglich als Betriebszweig der Firma AB Örnmaskiner gegründet. 2012 wurden die Namensrechte und Liegenschaften nach Konkurs an den heutigen Eigentümer Roger v. Haugwitz verkauft. Dieser führte das Unternehmen rechtlich nicht fort, sondern gründete die Storebro Boats AB.

## Entwicklung des Unternehmens
1946 begann die AB Örnmaskiner mit dem Bau einfacher Ruderboote, nachdem einer der Gründer, Ivar Gustafsson, estnische Flüchtlinge beim Bau von Booten zum Fischen beobachtet hatte. Er schuf die räumlichen Rahmenbedingungen für eine professionelle Produktion. Anfänglich wurden die produzierten Boote als Beiwerk zum eigentlichen Produkt des Unternehmens, den Drehbänken, verkauft. Mit Auftragsarbeiten für Electrolux und AB Telfa wuchs der Unternehmenszweig immer stärker. Ab 1951 stellte man im Wesentlichen selbst entwickelte Motorboote her. Anfang 1965 übernahm die AB Örnmaskiner alle Anteile am 1728 gegründeten, lokalen Mitbewerber Storebro Bruks AB. Da der Name Storebro weltweit eingeführt war, wurde beschlossen, den Namen Örnmaskiner aufzugeben und das Unternehmen zukünftig als Storebro Bruks AB fortzuführen. 1986 wurde der Yachtbau als eigenständiges Unternehmen aus der Storebro Bruks AB ausgegliedert und als Storebro Royal Cruiser AB weitergeführt. 1998 verkauften die damaligen Eigentümer den Werftbetrieb an ihren langjährigen Kunden Hans Mellström, einen der Gründer des schwedischen IT-Unternehmens WM-data. Hans Mellström kaufte zusätzlich die Werften Ryds, Nimbus und Maxi und integrierte sie in den Viamare-Konzern.
Mitte 2012 musste der Konzern, dessen Haupteigentümer mittlerweile Altor Equity Partners war, Konkurs anmelden. Die Rechte an Namen und Grundstücken wurden an den heutigen Eigentümer Roger v. Haugwitz verkauft. Dieser gründete die Storebro Boats AB.

## Erster Bootsbau
Ab 1946 stellte das Unternehmen erste Ruderboote zum Angeln und Fischen her.
Nach der anfänglichen Produktion von Ruderbooten folgte die Produktion der Campingboote (Elektrolux-Boot), das den Absatz der Archimedes-Außenbordmotore des Geräteherstellers Electrolux nach dem Zweiten Weltkrieg fördern sollte. Da die Produktion dieser Boote als Auftragsarbeit nicht auskömmlich war, wurden eigene Schiffe mit fest installiertem Antrieb entwickelt. Für die Konstruktion wurde der schwedische Konstrukteur Einar Runius verpflichtet. Er schuf 1951 für AB Örnmaskiner die Motorbootklassiker Vindö und die größere Solö Ruff, die als beliebte Sammlerstücke in Schweden gelten.
Neben diesen ersten Motorbooten baute die Werft ab 1957 das Segelboot Königskreuzer (Kungskryssaren/Kingscruiser) im Auftrag der AB Telfa in Göteborg. Diese Boote wurden erfolgreich in die USA verkauft. Da die Auftraggeber die Umstellung des Rumpfmaterials von Mahagoni-Holz auf glasfaserverstärkten Kunststoff (GFK) planten, den Ivar Gustafsson ablehnte, wurde die Zusammenarbeit eingestellt und in diesem Segment mit der Entwicklung eigener Bootstypen begonnen.

## Bootsbau in den 1960er und 1970er Jahren
Mitte der 1960er Jahre wurde die Produktion vieler bisher produzierter Typen gestoppt und durch Nachfolgemodelle oder neue größere Modelle ersetzt. Mit dem Modellwechsel änderte sich das Design der Schiffe, das jetzt von dem Deutschen Winfried H. Wilke stammte. Er schuf das Design der in 800 Einheiten gebauten Adler IV/34 (internat.: Storebro Royal Cruiser IV/34, schwedisch: Storö IV/34). Dieses Schiff wurde komplett in Holz gebaut. Ab 1968 wurde alternativ ein Kunststoffrumpf angeboten. Der Aufbau wurde bis zum Produktionsende 1988 zu großen Teilen aus Holz gefertigt.
Neben der Adler IV/34 wurde 1969 die Adler V/47 präsentiert. Dieses Schiff wurde ebenfalls komplett aus Holz gebaut. Kurze Zeit später kam die Adler 43 auf den Markt, die den Wechsel in der Nomenklatur von römischen Ziffern in Zahlenangaben in Fuß erzwang. Dieses Schiff besaß einen Rumpf und einen Aufbau aus Holz.
Das untere Ende der Baureihen stellte die Adler I (internat.: Royal Cruiser I, schwedisch: Solö Lyx II/III/25) dar, die als erstes Schiff von Storebro Bruks nur mit GFK-Rumpf geliefert wurde.
Die Teilnahme an den Pavillon d’Or-Langfahrtwettbewerben in den Jahren 1964, 1965 und 1968 und deren Gewinn wurde medial umfangreich genutzt und untermauerte die Qualität der Schiffe.

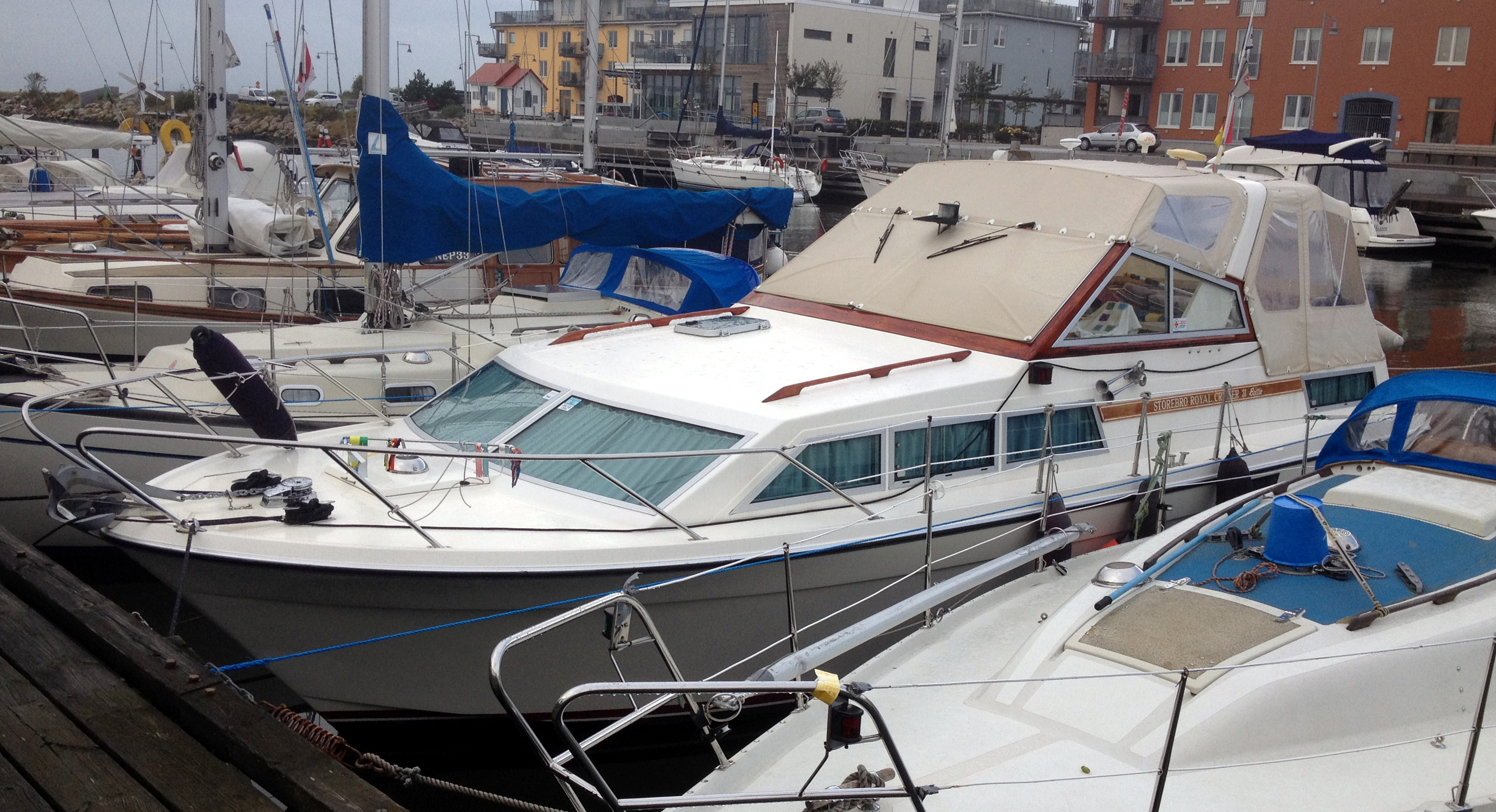
Adler 31 Baltic

Mitte der 1970er Jahre wurde die Produktion der Adler I eingestellt und dafür die komplett in GFK gebaute Adler 31 präsentiert. Dieses Schiff war mit etwa 470 in drei Varianten produzierten Einheiten erfolgreich und veränderte die Fertigungstechnik der Werft.
Entgegengesetzt zu den steigenden Produktionszahlen der Motorboote schwand die Nachfrage nach den aus Holz gebauten Segelbooten, die wie die Typen Havsörnen II oder Havsörnen 40 sehr gute Segeleigenschaften hatten. Diese Schiffe konnten einige Regattasiege erzielen. Aufgrund der geringen Nachfrage wurde die Produktion 1974 eingestellt.
Erst 1977 brachte die Werft als Antwort auf die Energiekrise mit der Storebro 33 wieder ein Segelboot auf den Markt. Das Schiff war als Familienschiff mit Mittelplicht ausgelegt und besaß einen von Dick Carter gezeichneten schnellen Rumpf.

## Bootsbau in den 1980er Jahren
Während Storebro Bruks in den 1960er und 70er Jahren im Wesentlichen den europäischen Markt bediente, mussten im Rahmen der Energiekrisen der 1970er Jahre neue Märkte erschlossen werden. In den 1980er Jahren wurden neue Handelsbeziehungen zu arabischen Staaten und Japan geknüpft.

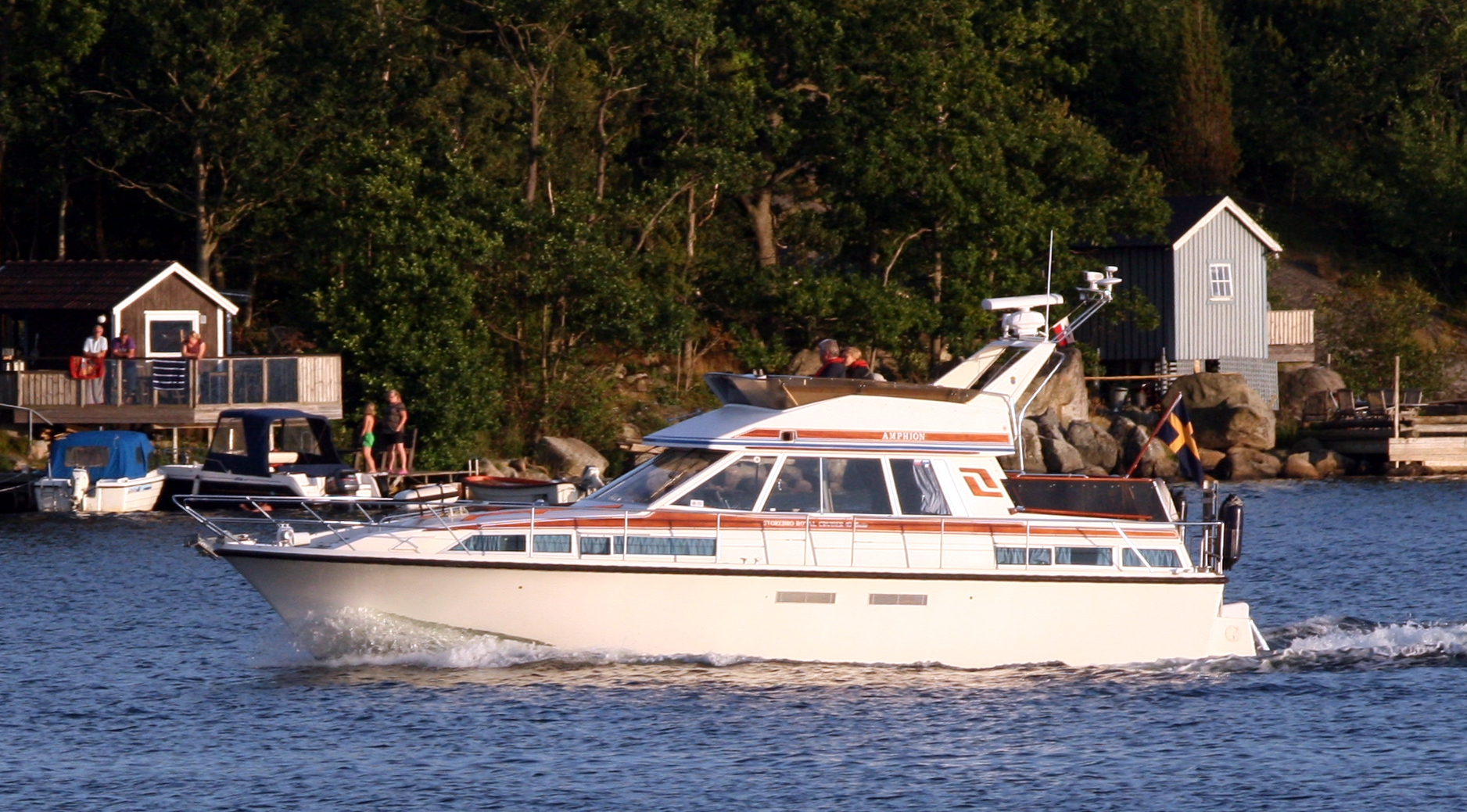
Adler 40 Baltic - Modell ab 1986 mit großer Flybridge

Um dem allgemeinen Anforderungen der Yachteigner an pflegeleichtere Boote gerecht zu werden, wurden neue Schiffe komplett aus GFK gefertigt. Die 1979 vorgestellte Adler 40 zeigte äußerlich anlässlich ihrer Präsentation kein Holz. Der Innenausbau wurde aber unverändert in seidenmatt lackiertem Mahagoni ausgeführt. Um den radikalen Bruch im Erscheinungsbild etwas zu mildern, wurden später auf vielfachen Kundenwunsch die Typenschilder wieder in Holz ausgeführt. 1982 wurde die kleinere Schwester der Adler 40, die Adler 36, vorgestellt. Beide Schiffe waren sehr erfolgreich und wurden in 155 (Adler 40) und 74 (Adler 36) Einheiten hergestellt.
1988 wurde nach über 20 Jahren und 800 gebauten Booten die Produktion der Adler 34 eingestellt.
Gleichzeitig wurden in kurzer Folge drei neue Schiffe von 34, 40 und 47 Fuß Länge präsentiert. Winfried H. Wilke hatte für diese Schiffe ein neues Design geschaffen. Mit Einführung der Schiffe änderte sich die Bezeichnung der Schiffe international zu Storebro Royal Cruiser XXX (kurz SRC XXX) mit einem dreistelligen Wert für die Länge in Fuß (340 für 34 Fuß). Nur für den deutschen Markt wurden die Schiffe zusätzlich mit dem eingeführten Handelsnamen versehen (Adler – Storebro Royal Cruiser).

## Bootsbau in den 1990er Jahren
Wie schon zum Ende der 1980er Jahre wurden in den 1990er Jahren sehr viele Schiffe nach Japan geliefert. Japan versuchte damals mit der Beschaffung hochwertiger Importgüter den Handelsüberschuss mit Europa zu reduzieren und Einfuhrbeschränkungen in die EU zu umgehen.
Stärkere Motoren des Motorenlieferanten Volvo Penta machten neue Rümpfe erforderlich, die für die höheren Geschwindigkeiten geeignet waren. In diesem Zusammenhang entstanden Anfang der 1990er Jahre die Modelle SRC 380 Biscay und SRC 420 Baltic, deren Rümpfe nicht länger als Rundspantkonstruktion, sondern als Knickspanter mit Propellertunneln ausgeführt waren.

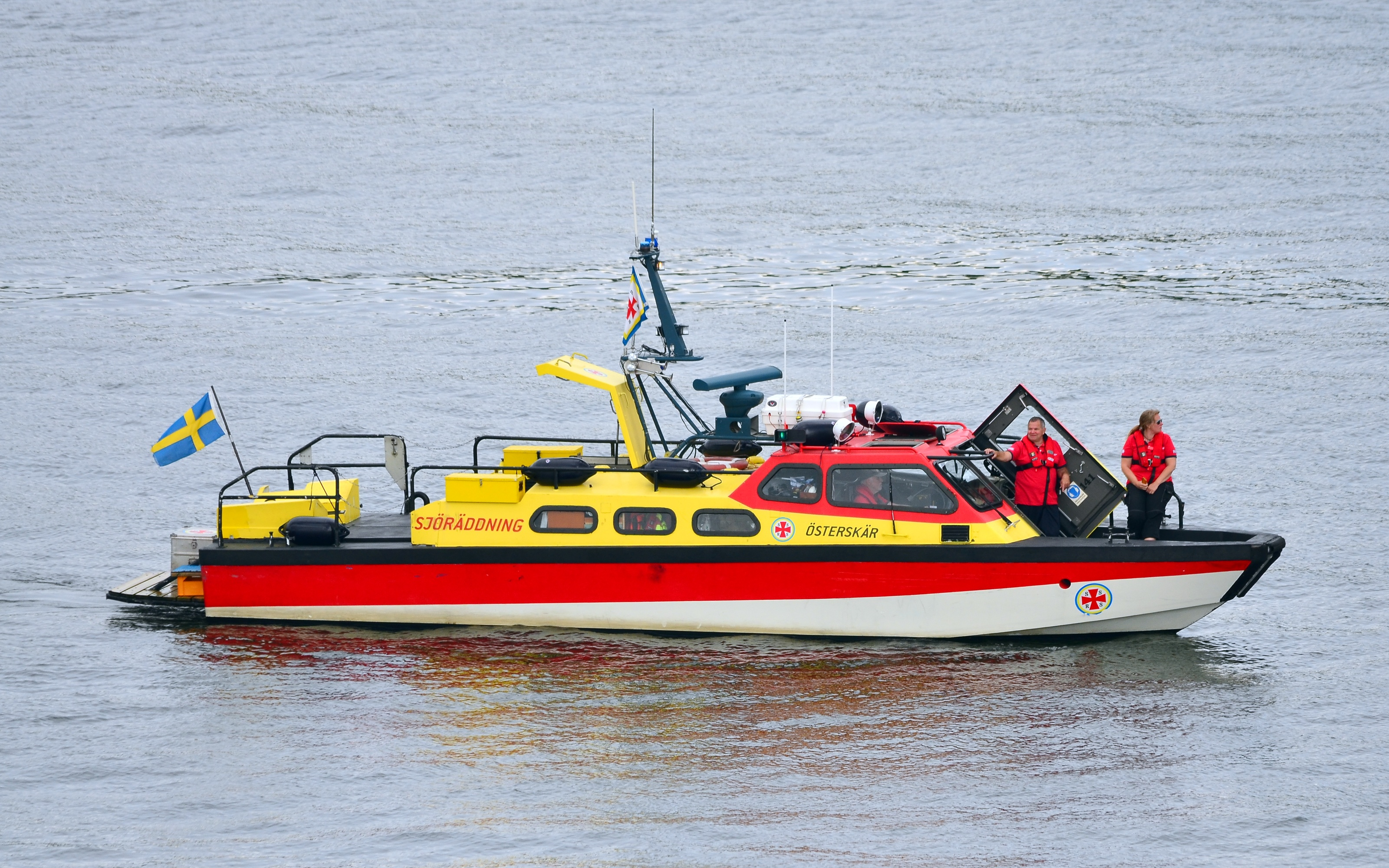
Stridsbåt 90E im Einsatz der Sjöräddningssällskapet

Auf Drängen des japanischen Importeurs wurde der Bau der Storebro Royal Cruiser 730 begonnen. Zwei der 22 m langen Schiffe wurden aus Japan geordert und bedeuteten für die Werft einen enormen Aufwand. Mit dem Einbruch der Weltwirtschaft um 1992/1993 wurde der Kontrakt über das zweite Schiff storniert und für das erste Schiff ein anderer Käufer gesucht. Gleichzeitig lagerten im schwedischen Västervik viele für Japan auf Halde produzierte kleinere Schiffe. Diese wurden zwar von ihrem Auftraggeber bezahlt, jedoch nicht wie geplant auf den japanischen Markt gebracht, sondern weltweit sehr preisgünstig angeboten, was den Vertrieb neuer Schiffe stark belastete.
Als Unterstützung des Unternehmens beauftragte die Schwedischen Marine Storebro Royal Cruiser AB mit der Entwicklung und dem Bau eines leichten Marineschiffes.
Als Ergebnis entwickelte Storebro zusammen mit der Schwedischen Marine das Stridsbåt 90E (E für schwedisch enkel – einfach). Für die Schwedische Marine baute die Werft 54 Boote, für die Kongelige Danske Marine in Dänemark sechs Boote. Zwei Schiffe wurden nach China geliefert. Zwischenzeitlich wurde ein Teil der Schiffe aus dem aktiven Dienst der Schwedischen Marine ausgemustert und dem Wasserrettungsdienst, der Sjöräddningssällskapet, zur Verfügung gestellt. Mittlerweile werden die Schiffe auch beim Sjöräddingssällskapet ausgemustert und auf dem freien Markt angeboten. Da die meisten dieser Schiffe keine CE-Markierung besitzen, ist ein direkter Verkauf an Privatpersonen nicht einfach möglich.
Das Projekt der SRC 730 hatte einen wesentlichen Teil des Kapitals der Werft verschlungen. 1995 kaufte Hans Mellström Anteile des Unternehmens und übernahm dieses 1999 komplett.

## Bootsbau ab der 2000er Jahre

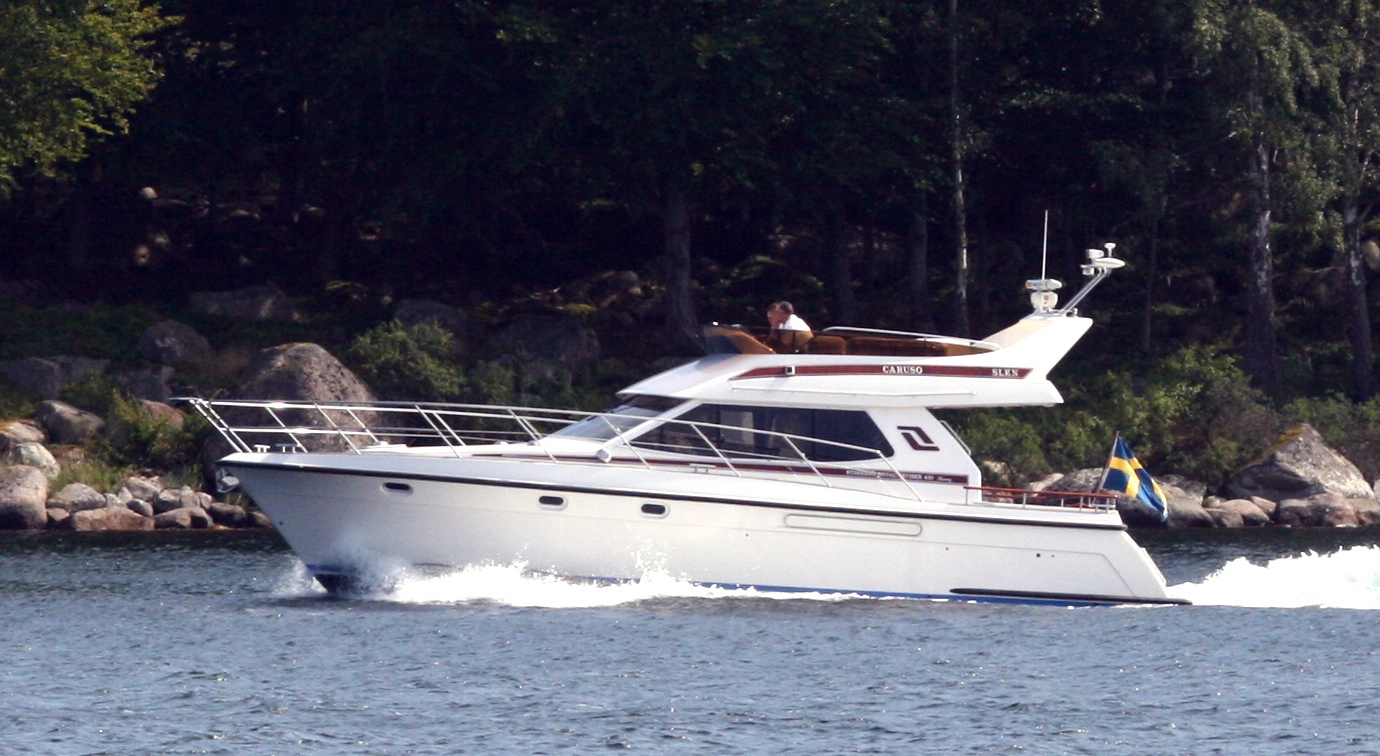
SRC 430 Biscay

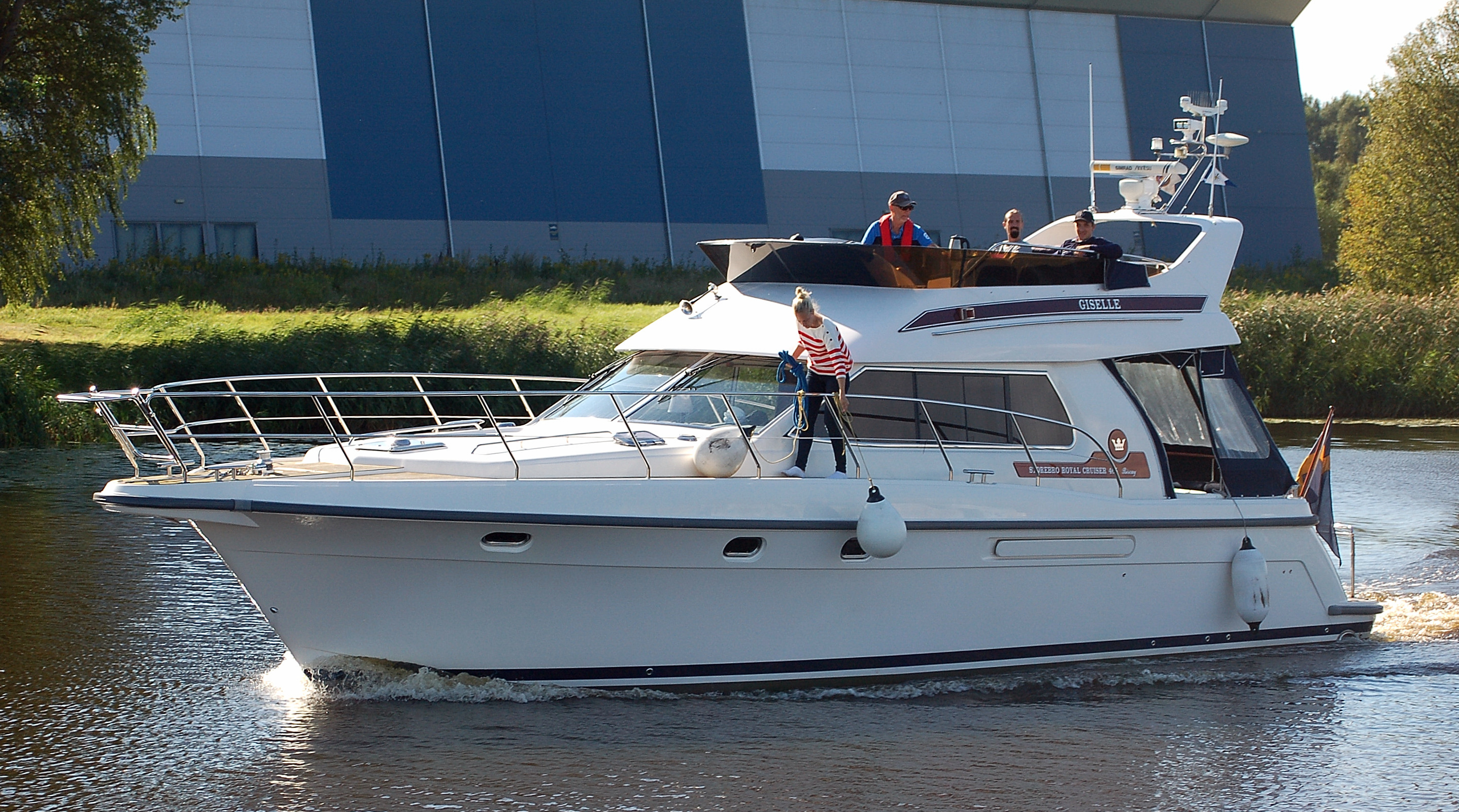
SRC 465 Biscay

Ende 2000 wurde die Produktion der meisten bis dahin gebauten Boote eingestellt. Innerhalb der von Mellström geschaffenen Viamare Gruppe sollte Storebro nur noch Boote über 40 Fuß bauen. Neu wurde 2000 die Storebro Grand Series No. 1 vorgestellt, die nach der J32/J34 von 1997 wiederum von dem Argentinier German Frers gezeichnet worden war. Die bis 2000 gebaute SRC 500 wurde einer Modellpflege unterzogen und 2001 als SRC 515 präsentiert. Eine komplette Neuentwicklung (abgesehen von der Flybridge, die von der SRC 430 Biscay stammte) stellte 2001 die SRC 465 Biscay dar, die die Nachfolge der SRC 420/430 Biscay-Baureihe antrat. Nach nur zwei Jahren Produktionszeit wurde der Bau jedoch eingestellt. Auf gleichem Rumpf wurde jetzt das Pilothouse-Design SRC 475 Commander vorgestellt. Diese besaß bei ähnlichem Layout wie die Biscay-Typen erstmalig drei getrennte Kabinen und sechs Schlafplätze. Allerdings war das Schiff nach Aussage des früheren Werfteigentümers Lennart Ivarsson aufwendig und damit teuer zu bauen und wurde nach drei Jahren Produktionszeit 2004 ebenfalls eingestellt. 2003 präsentierte Storebro die kleinere Schwester SRC 410 Commander, die 2008 leicht verlängert zur SRC 435 Commander wurde. Insgesamt war die SRC 410/435-Baureihe mit bisher 106 gebauten Booten sehr erfolgreich. Die SRC 410/435 teilte sich den Rumpf mit der ebenfalls bei Storebro gebauten Nimbus Nova 42/43.
Mitte 2012 mussten Nimbus und Storebro Konkurs anmelden. Beide Unternehmen wurden an die schwedische R12 Holding verkauft, die die Rechte an Storebro an Roger v. Haugwitz weiterverkaufte. Dieser gründete daraufhin die Storebro Boats AB. Von Haugwitz übernahm zudem die in Konkurs gegangene Storebro Tapetseri & Inredning und gründete die Nya Storebro Tapetseri & Inredning AB. Im November 2013 wurden Bilder einer Storebro Royal Cruiser 460 Commander vorgestellt, die 2015 erstmals geliefert werden sollte. Das Projekt wurde mittlerweile eingestellt.
Im Herbst 2014 wurde nahezu allen Mitarbeitern gekündigt. Dennoch wies Storebro Boats AB, die den Firmensitz nach Älvsjö verlegt hatte, 2015 erstmals einen Gewinn aus. Im Herbst 2016 wurde das Projekt Storebro 31 präsentiert, die jedoch ebenfalls nicht gebaut wurde.
2020 wurde die SRC 435 Commander neu aufgelegt sowie die SRC 350 Biscay neu vorgestellt. Das Schiff befindet sich im Entwicklungsstadium und soll noch überarbeitet werden. Während von der SRC 435 Commander Stand 2024 vier Schiffe geliefert worden sind, wurde die Entwicklung der SRC 350 Biscay vorerst eingestellt.